# Kantara Kabira
Kantara Kabira (arab. قنطرة كبيرة) – wieś w Syrii, w muhafazie Aleppo, w dystrykcie Dżarabulus. W 2004 roku liczyła 254 mieszkańców.